# Copper Mountain, Alberta
Copper Mountain är ett berg i Kanada.   Det ligger i provinsen Alberta, i den centrala delen av landet, 3 000 km väster om huvudstaden Ottawa. Toppen på Copper Mountain är 2 795 meter över havet, eller 506 meter över den omgivande terrängen. Bredden vid basen är 6,9 km.
Terrängen runt Copper Mountain är kuperad åt sydväst, men åt nordost är den bergig.Trakten runt Copper Mountain är nära nog obefolkad, med mindre än två invånare per kvadratkilometer..
I omgivningarna runt Copper Mountain växer i huvudsak barrskog.